# Bankgasse

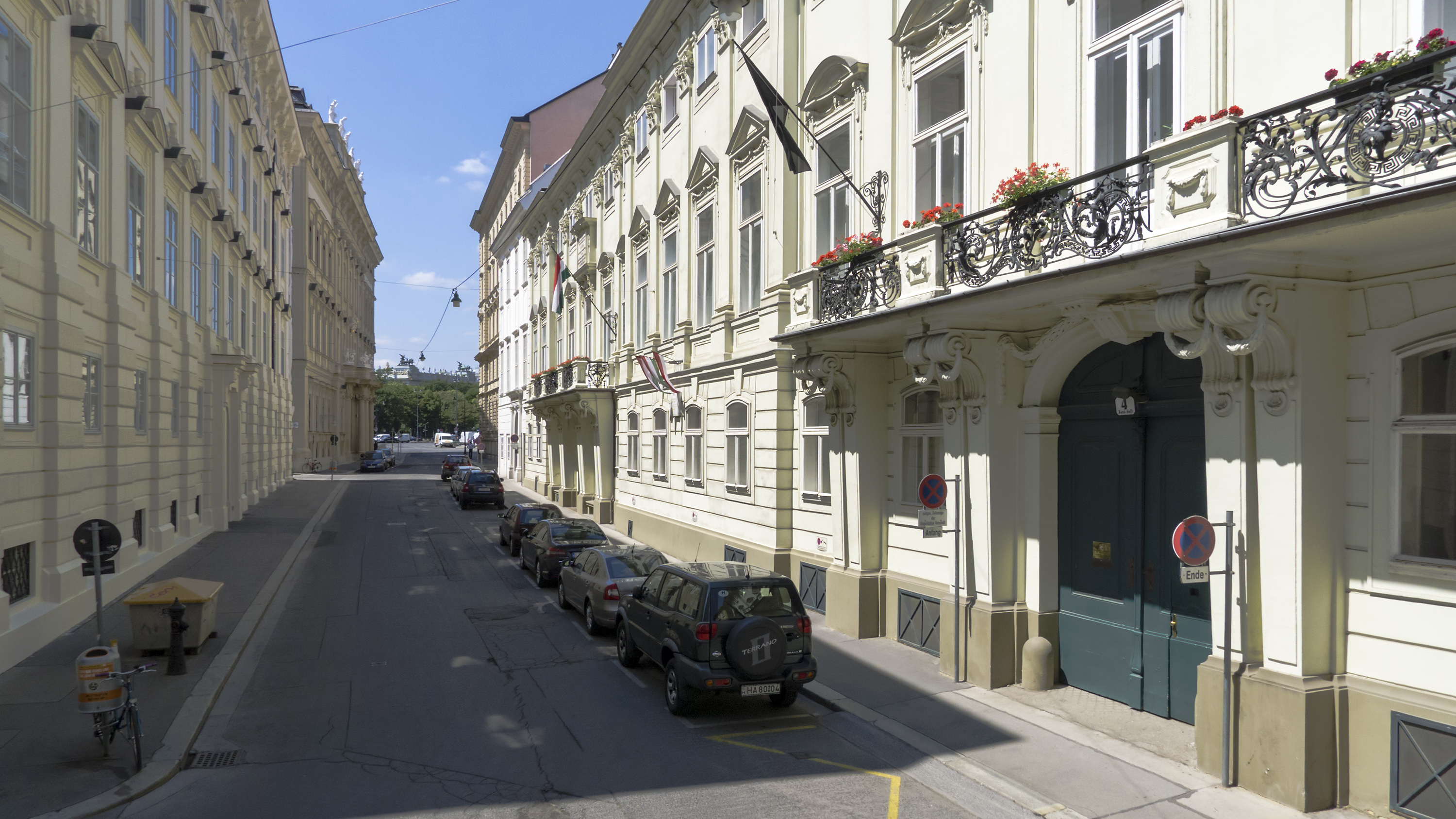
Die Bankgasse Richtung Westen

Die Bankgasse befindet sich im 1. Wiener Gemeindebezirk Innere Stadt. Sie ist vor allem durch eine qualitätvolle Verbauung barocker Palais charakterisiert.

## Geschichte
Die Straße wurde im 13. Jahrhundert als nördlicher Abschluss des Minoritenklosters angelegt. 1301 ist die Bezeichnung Schenkenstraße bezeugt, 1452 sprach man von der Vorderen Schenkenstraße, während die heutige parallele Schenkenstraße Hintere Schenkenstraße hieß; 1770 lautete die Bezeichnung Große Schenkenstraße. Seit 1862 heißt sie Bankgasse, benannt nach dem ehemaligen Gebäude der Österreichischen Nationalbank, dass hier liegt.

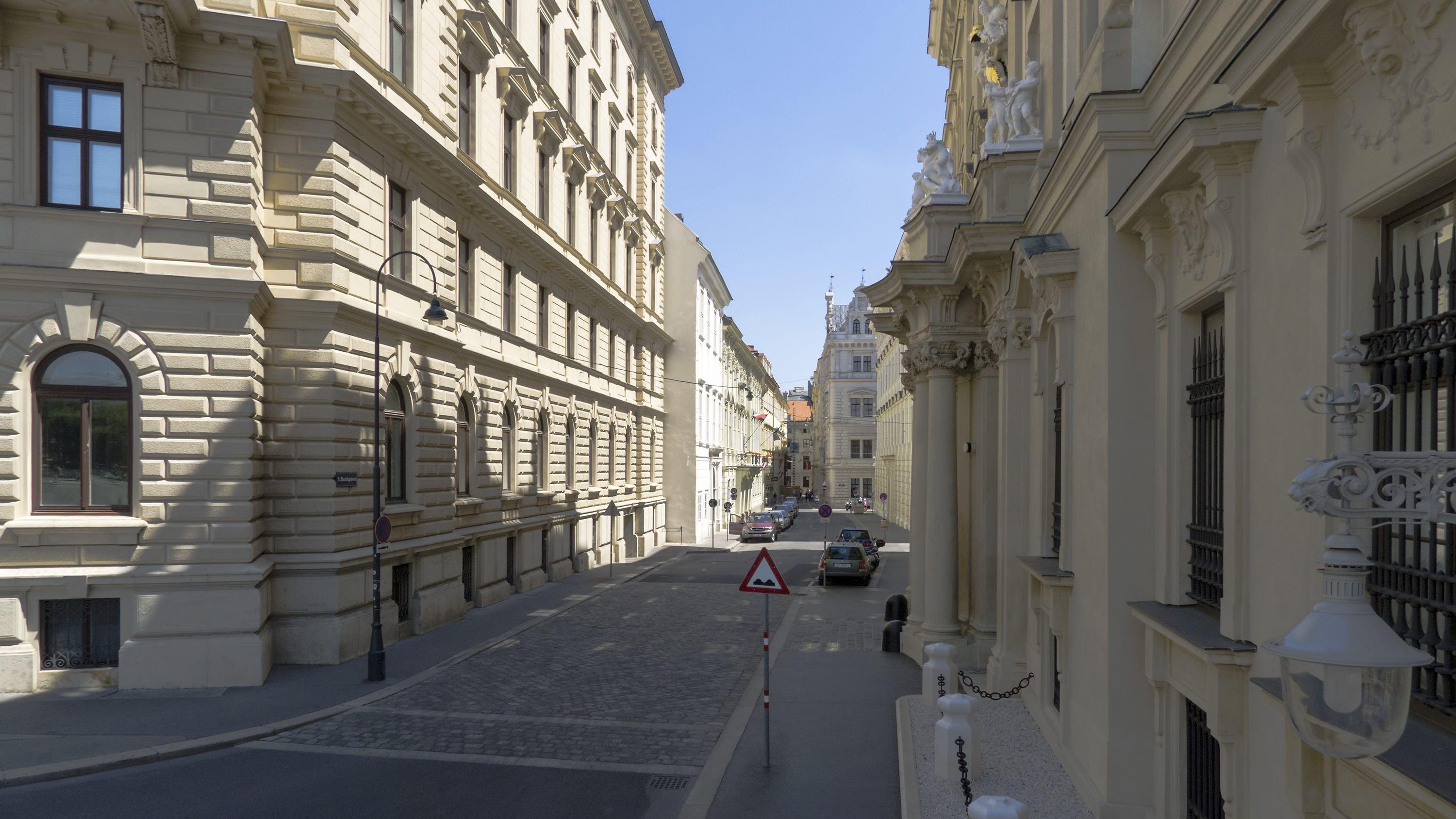
Die Bankgasse nach Osten

## Lage und Charakteristik
Die Bankgasse verläuft von der Herrengasse in westlicher Richtung bis zur Löwelstraße. Der etwas schmälere Abschnitt bis zur Petrarcagasse wird als Einbahnstraße geführt. Es verkehren keinerlei öffentliche Verkehrsmittel in der Bankgasse.
Die Verbauung besteht fast durchgehend aus bedeutenden Stadtpalais der Barockzeit, an den beiden Enden auch aus klassizistischen und historistischen Bauten. Dadurch bedingt gibt es hier keinerlei Geschäftslokale oder Gaststätten, es herrscht die Atmosphäre eines Regierungsbezirks vor. Alle Gebäude in der Bankgasse stehen unter Denkmalschutz.

## Gebäude

### Nr. 1 ehemalige Österreichische Nationalbank
Das ehemalige Gebäude der Österreichischen Nationalbank wurde 1819–24 nach Plänen von Charles de Moreau in Formen der italienischen Renaissance erbaut. Das Gebäude des Wiener Spätklassizismus liegt an der Hauptadresse Herrengasse 17.

### Nr. 2 ehemaliges Palais Batthyány
→ siehe Hauptartikel Palais Batthyány
Das ehemalige Palais Batthyány ist ein bedeutender dreiteiliger Barock-Komplex aus dem späten 17. und frühen 18. Jahrhundert. Das an der Herrengasse liegende ursprüngliche Palais Orsini-Rosenberg wurde 1716 durch zwei weitere Gebäude im Westen erweitert. Christian Alexander Oedtl baute 1718 den gesamten Gebäudekomplex für Gräfin Eleonore Batthyány um, wobei der mittlere Gebäudeteil, jener an der Bankgasse, zu einem repräsentativen Hochbarock-Palais gestaltet wurde. Damals entstand eine neue Haupteinfahrt und die Prunkstiege.
Die Fassade an der Bankgasse besitzt eine hohe genutete Sockelzone. Die Fenster der Beletage zeigen abwechselnd Dreiecks- und Segmentgiebelverdachungen, die Parapete und Sturzfelder sind mit Stuckdekor versehen. Besonders herausragend ist das Rundbogenportal, das von einer Wappenkartusche, einer Krone und zwei Putten bekrönt wird; seitlich ist das Tor von Hermenpilastern gerahmt. In der Lünette befindet sich ein Gitter mit Wappen, Krone, Adlern und Maskarons. Über dem Portal erhebt sich ein konvexer Balkon mit reliefierter Balustrade. Im Inneren sind das Vestibül und das zweischiffige Stiegenhaus mit drei Pfeilern von Bedeutung.

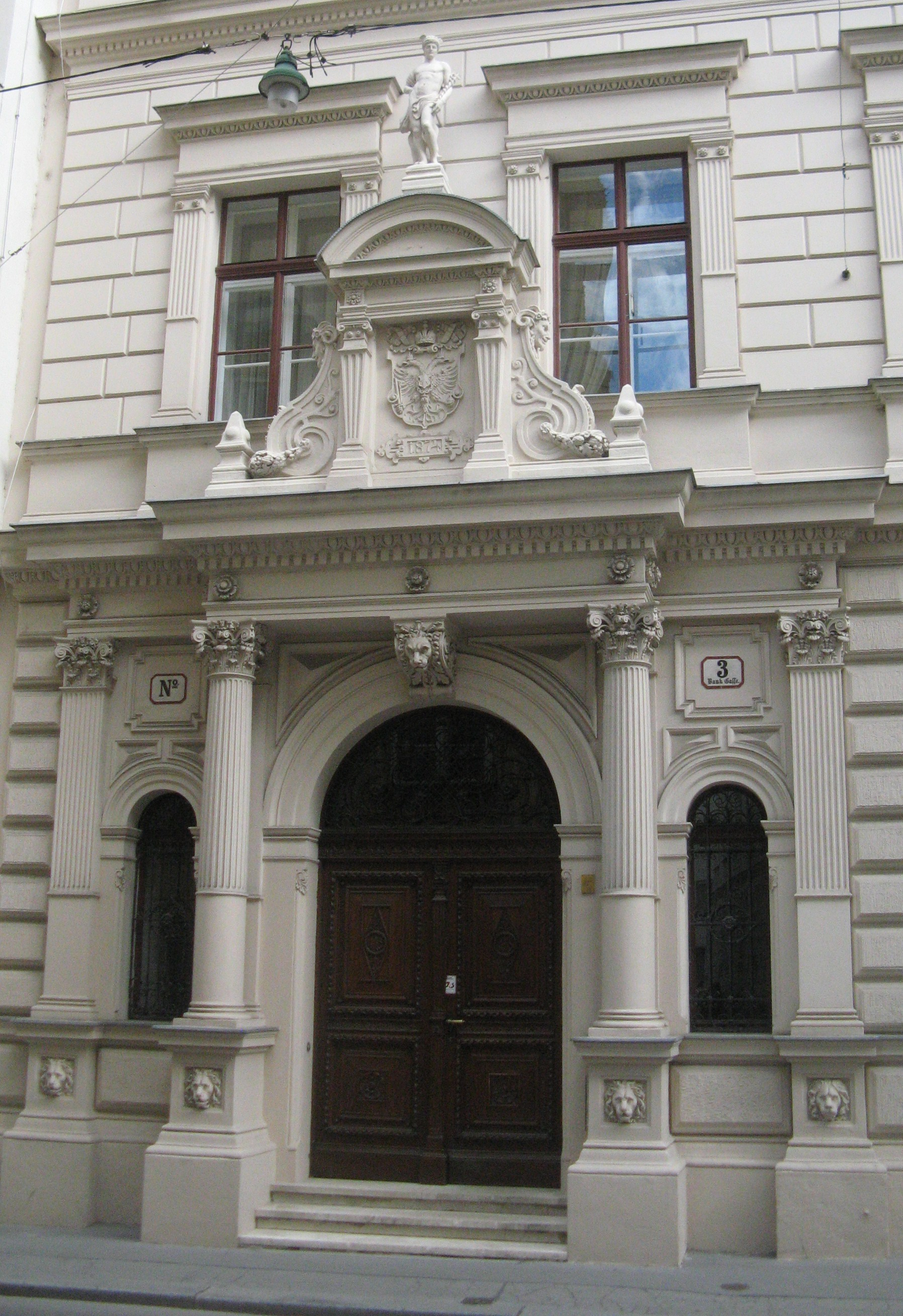
Portal des ehemaligen Verwaltungsgebäudes der Österreichisch-ungarischen Bank

### Nr. 3 ehemaliges Verwaltungsgebäude der Österreichisch-ungarischen Bank
Das ehemalige Verwaltungsgebäude der Österreichisch-ungarischen Bank wurde 1872–75 von Friedrich von Schmidt geschaffen. Das historistische Eckhaus zur Petrarcagasse ist eines der ersten im altdeutschen Stil in Wien. Es besitzt ortsteingequaderte Seiten- und Eckrisalite, die Eckkante ist abgerundet. Die Fenster im 1. Obergeschoß sind pilastergerahmt und gerade verdacht, im 3. Obergeschoß gerade verdacht, während im 2. Obergeschoß Ädikulafenster mit Karyatidhermen zu sehen sind. Korinthische Säulen wurden in der Attikazone als Pilastergliederung verwendet, das beachtenswerte Portal wird ebenfalls von korinthischen Säulen und Pilastern gerahmt. Es besitzt einen Ädikulaaufsatz und Voluten, die mit Masken besetzt sind; weitere Schmuckelemente sind eine bekrönende Hermesstatue sowie ein Doppeladlerwappen mit Kaiserkrone, darunter die Jahreszahl 1874. Das Tor selbst ist aus Holz und weist das Emblem NB für Nationalbank auf. In der Lünette darüber befindet sich ein Schmiedeeisengitter. Im Inneren sind das dreischiffige korinthische Säulenvestibül und das pilastergegliederte Stiegenhaus hervorzuheben.

### Nr. 4, 6 ehemalige Ungarische Hofkanzlei
→ siehe Hauptartikel Ungarische Hofkanzlei
Auf Nr. 4 befand sich ursprünglich das ehemalige Trautsonsche Haus, das nach 1676 errichtet wurde; auf Nr. 6 das ehemalige Palais Strattmann, 1692–94 von Johann Bernhard Fischer von Erlach für den Hofkanzler Theodor Graf Strattmann erbaut. Letzteres wurde 1728 zum Palais Strattmann-Windischgrätz und 1747 zur Ungarischen Hofkanzlei. 1766/67 gestaltete Nicolaus Pacassi die spätbarocke Fassade im Rokokostil um, 1783/84 wurde die Hofkanzlei um das Haus auf Nr. 4 erweitert, wobei die Fassade von Franz Anton Hillebrandt angeglichen wurde. Heute befindet sich die Ungarische Botschaft in dem Gebäude.
Bemerkenswert sind eine in Österreich einzigartige venezianische Brunnenschale aus der 1. Hälfte des 13. Jahrhunderts im linken Innenhof, sowie auf Nr. 6 eine der am geschlossensten in Wien erhaltenen Zimmerfluchten im Rokoko-Stil in der Beletage. Im Arbeitszimmer des Botschafters ist ein Deckenfresko von Franz Anton Maulbertsch zu sehen, das die Stiftung des Stephansordens durch Maria Theresia darstellt. Gemälde von Franz Meßmer und Wenzel Pohl zeigen im Sekretariat des Botschafters die Krönungszeremonie Maria Theresias zur Königin von Ungarn (1768) und im Preßburger Saal die Krönungsfeier im Dom zu Preßburg, den Krönungsfestzug vor dem Rathaus, die Ritterschlagszeremonie in der Franziskanerkirche und die Vereidigung Maria Theresias vor der Kirche der Barmherzigen Brüder.

### Nr. 5, 7 ehemaliges Palais Starhemberg
→ siehe Hauptartikel Palais Starhemberg
In der Bankgasse liegt die Rückseite des ehemaligen Palais Starhemberg, das 1661/67 von einem unbekannten Architekten für Conrad Balthasar Graf Starhemberg errichtet wurde. Es ist mit Ausnahme des Leopoldinischen Traktes der Hofburg das einzige erhaltene bedeutende Palais des Frühbarock in Wien. Im Inneren erfolgten 1784 durch Andreas Zach und 1820 durch Alois Pichl Umgestaltungen der Räume im klassizistischen Stil; Statuen und Vasen schuf Josef Klieber. Seit 1871 ist im Gebäude das Ministerium für Kultur und Unterricht untergebracht, heute Bundesministerium für Wissenschaft und Forschung und Bundesministerium für Unterricht, Kunst und Kultur. Es liegt an der Hauptadresse Minoritenplatz 5.

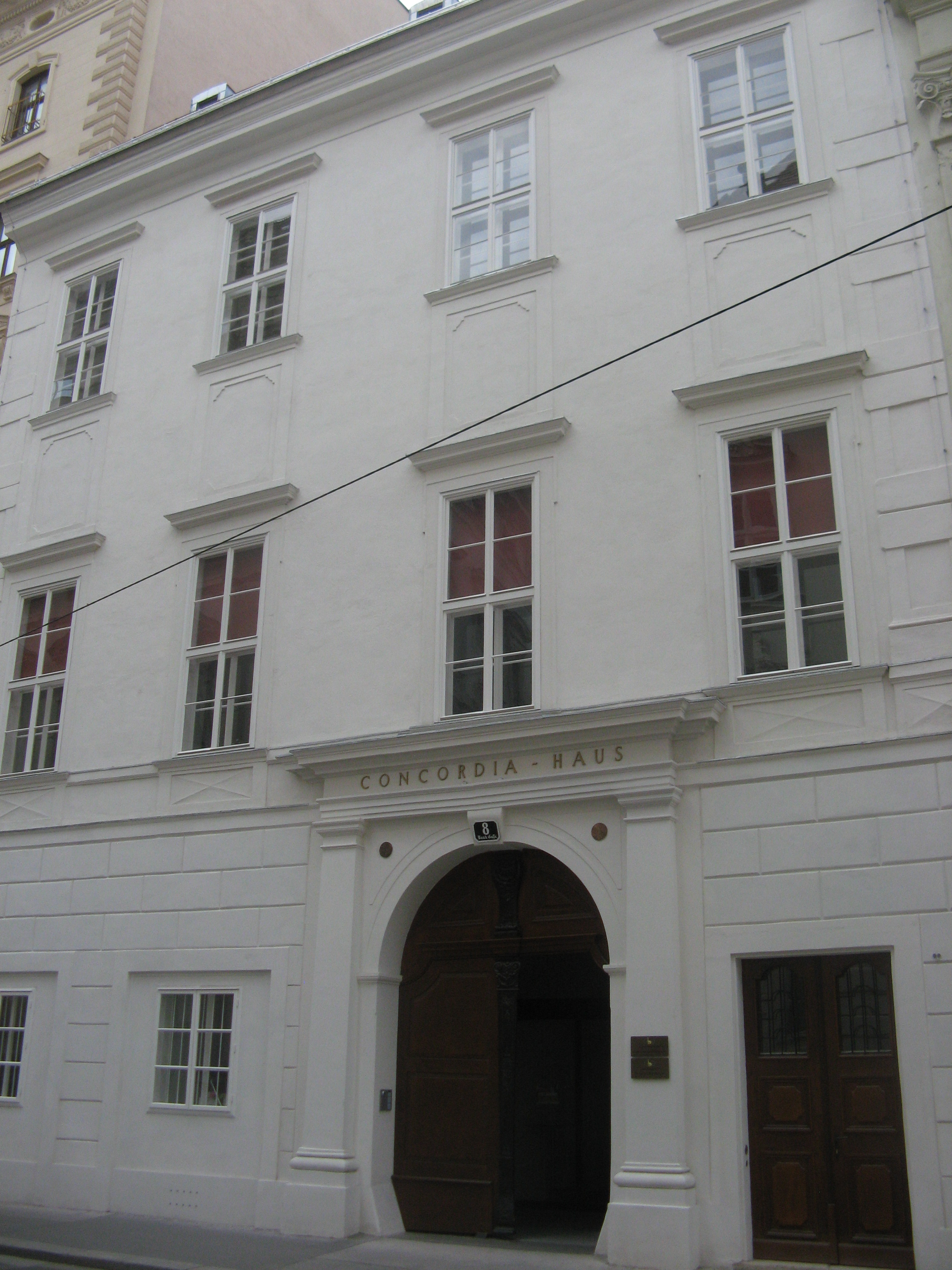
Concordia-Haus

### Nr. 8 Concordia-Haus
Das ehemalige Althansche Freihaus wurde um 1600 errichtet und erhielt um 1660/70 eine frühbarocke Fassade. Seit 1958 ist es Sitz des Presseclub Concordia.
Das schmale Gebäude reicht bis zur Schenkenstraße; seine Fassade zeigt eine gebänderte Ortsteinquaderung, eine rustizierte Sockelzone und gerade verdachte Fenster, die vertikal durch hochrechteckige Parapetfelder miteinander verbunden sind. Das Pilasterportal ist ebenfalls gerade verdacht, das Holztor stammt aus der Mitte des 18. Jahrhunderts. Der linke Trakt des Innenhofes wurde nach 1684 errichtet, der rechte Trakt mit Erkern im Kern um 1600.

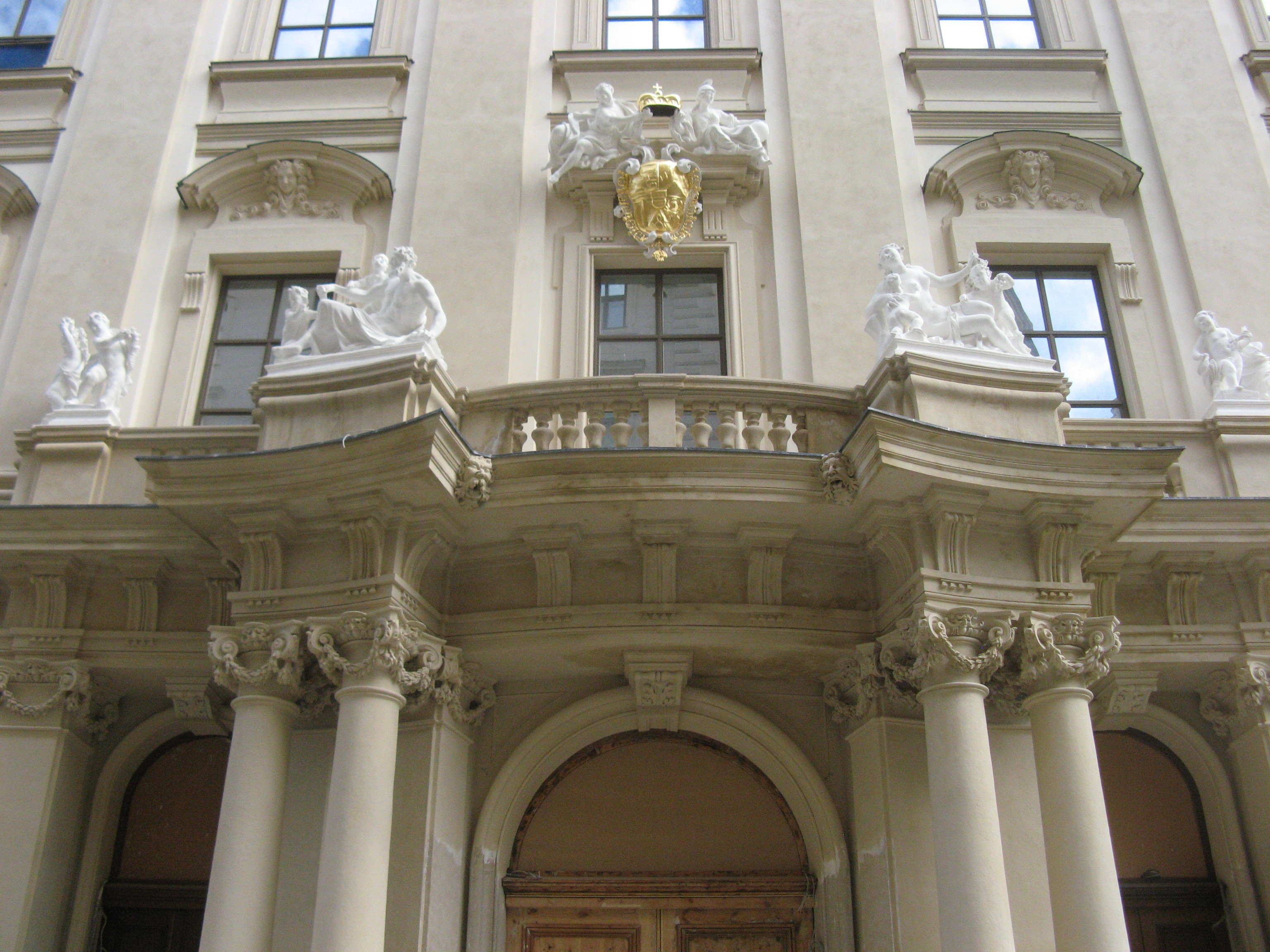
Hauptportal des Stadtpalais Liechtenstein

### Nr. 9 Stadtpalais Liechtenstein
→ siehe Hauptartikel Stadtpalais Liechtenstein
Dominik Graf Kaunitz ließ 1691 den Bau des Hauses durch Domenico Martinelli, basierend auf Entwürfen von Enrico Zuccalli, beginnen. 1694 kaufte Fürst Johann Adam Andreas von Liechtenstein das noch unvollendete Gebäude und ließ es weiterbauen. Es gilt als erstes wichtiges Palais des Hochbarock in Wien. Im Gebäude befand sich im 19. Jahrhundert die bedeutende Kunstsammlung der Fürsten Liechtenstein, die ab 2013 zum Teil wieder hier untergebracht ist, aber nicht im Rahmen eines regulären Museumsbetriebes öffentlich zugänglich gemacht wird.
An der Bankgasse befindet sich das erste monumentale Barockportal Wiens, das Martinelli 1698 begann und 1705 vollendete.